# ACS (スペインの企業)
ACS（スペイン語: Actividades de Construcción y Servicios S.A.、通称Grupo ACS, ACSグループ）は、スペイン・マドリードに本部を置く総合建設会社。多数のグループ会社を傘下に持ち、国際展開では世界1位のインフラ・エンジニアリング企業となっている。マドリード証券取引所上場企業（BMAD: ACS）。

## 沿革
1970年代にスペイン道路協会（Asociación Española de la Carretera）のトップを務めたフロレンティーノ・ペレスが、1993年に建設会社OCP Construcciones S.A.のVice Presidentに就任後、企業買収による積極経営を開始し、1997年に同業のGinés Navarro Construcciones S.A.と合併することによりACSを設立した。ACS設立に際してペレスはCEOに着任し、以降、レアル・マドリード会長としても知られるペレスによる運営が続いている。2002年、ペレスがかつて勤務していた建設会社のDragados S.A.（1941年設立）を買収し傘下とし、2007年4月にドイツに本拠を置く世界的建設会社のホッホティーフ（Hochtief AG）の株式の25％を購入し、2011年には同社への出資比率を過半数に引き上げ、事実上の傘下におさめた。
ACSの事業は大きくConstruction（道路・鉄道・ビル等の土木・建設工事）、Industrial Services（電力・ガス・通信・水道インフラ等のエンジニアリング）、Services（その他事業）の3つに分かれるが、このうちConstructionとIndustrial Servicesの分野では、南北アメリカ（特にアメリカ合衆国）が欧州を上回り、最大の割合を占めている。

## 主なグループ会社
- Dragados S.A.（スペイン・マドリード）
- Hochtief AG（ドイツ・エッセン）
- Iridium Concesiones de Infraestructuras S.A.（スペイン・マドリード）
- CIMIC Group（オーストラリア・ノースシドニー）
- Turner Construction Company（アメリカ合衆国・ニューヨーク）
- この他多数のグループ会社が存在する[1]。

## 主な施工物件
- トーレ・アグバール（2005年完成）
- ソフィア王妃芸術センター バレンシア別館（2005年完成）
- トーレ・カハ・マドリッド（2008年完成）
- LGVペルピニャン-フィゲラス線（2009年完成）
- AVE北西回廊（2011年完成）
- クロスレール（2015年完成）
- フォース湾斜張橋（2017年完成）
- シアトルSR99地下トンネル（2017年完成）
- オタワライトレール・コンフェデレーション線（2018年完成予定）
- イースト・サイド・アクセス（2019年完成予定）
- バスクY（2020年完成予定）
- リマ地下鉄2号線・4号線（2020年完成予定）

## 日本におけるACS
電力や再生エネルギー事業を行うMaetel（正式社名はMaessa Telecomunicaciones Ingenieria Instalaciones y Servicios S.A.）は、サラゴサに本拠を置くACSのグループ会社（100％子会社）の一つである。日本法人「Maetel Japan株式会社」「Maetel Construction Japan株式会社」を東京（西新橋）に置き、茨城県鉾田市や三重県松阪市の太陽光発電所の施工実績を持つ。他に福島S13太陽光発電所や袋田太陽光発電所、メガソーラーパーク霧島隼人太陽光発電所を施工している。